# Parque forestal de la prefectura de Aichi
El Parque botánico de la prefectura de Aichi también conocido como Parque Shinrin de la prefectura de Aichi (en japonés: 愛知県森林公園 Aichi-ken Shinrin Pāku) es un parque, arboreto y jardín botánico de 187 hectáreas de extensión, en las proximidades de Nagoya en la Prefectura de Aichi, Japón. 
Es de propiedad del Ministerio Nacional de Medio Ambiente y está administrado por una corporación de gestión que incluye varias sociedades.
Esta parque sirve a la Prefectura de Aichi Owariasahi, a la ciudad de Nagoya Moriyama-ku, y alberga algunas instalaciones recreativas de la Prefectura de Hiroshima.

## Localización
Sobre 428 hectáreas de bosque se incluyen las instalaciones deportivas, así como una variedad de equipamientos relacionados, jardín botánico y parque de atracciones , y similares. El área del Parque en si es de 187 hectáreas. Está siendo administrando por una Corporación de gestión con un consorcio en el que toman parte el sistema de estacionamientos de TateHikari-sha Co. Inc. y la asociación de los Amigos del Bosque "Wood Friends Group", y la parte central de los proyectos de golf PFI "Park Forest Management Golf Course". Cabe señalar que está previsto que el tamaño del Parque Forestal será incrementado a un sexto del tamaño de Owariasahi. 
Aichi-ken Shinrin Pāku, Owariasahi Oaza, 5182-1, Moriyama-ku, Nagoya-shi, Aichi-ken Honshu-jima Japón.
Planos y vistas satelitales.35°14′6.56″N 137°3′8.04″E / 35.2351556, 137.0522333
El jardín es visitable por el público en general, de 9:00 a 16:30, del domingo al martes, pagando una tarifa de entrada. El jardín se cierra del 29 de diciembre al 3 de enero.

## Historia
Se produce su apertura en 1934 (el año 9 del periodo Showa) 
En 1952 se abre al público el campo de golf. 
En 1986 el Jardín Botánico y el bosque son "encuadrado entre los 100 mejores bosques". 
El 1 de abril de 2007 (año 19 del periodo Heisei) se inicia el boleto de paso al parque. Se inicia la renovación del campo de golf por los proyectos PFI. 

## Colecciones del botánico
Son de destacar:
- Colección de plantas nativas de Japón, Aster rugulosus, Eriocaulon nudicuspe, Gardenia jasminoides, Ilex pedunculosa, Ilex serrata,
- Arboreto, con coníferas y árboles caducifolios, son de destacar Sciadopitys verticillata, Taxodium distichum, Metasequoia glyptostroboides . .

## Equipamientos
- - Las instalaciones de golf
- Campo de golf
- Campo de prácticas de golf 
  - Las instalaciones deportivas
- Campo de béisbol
- Cancha de tenis
- Campo de tiro con arco
- Campo de cabalgata para caballos 
  - Parque central
- Espacio abierto de césped
- Plaza Central
- Arriates y parterres
- Parque de atracciones de los niños
- Casa de los niños
- Teatro al aire libre
- Estanque con barcos

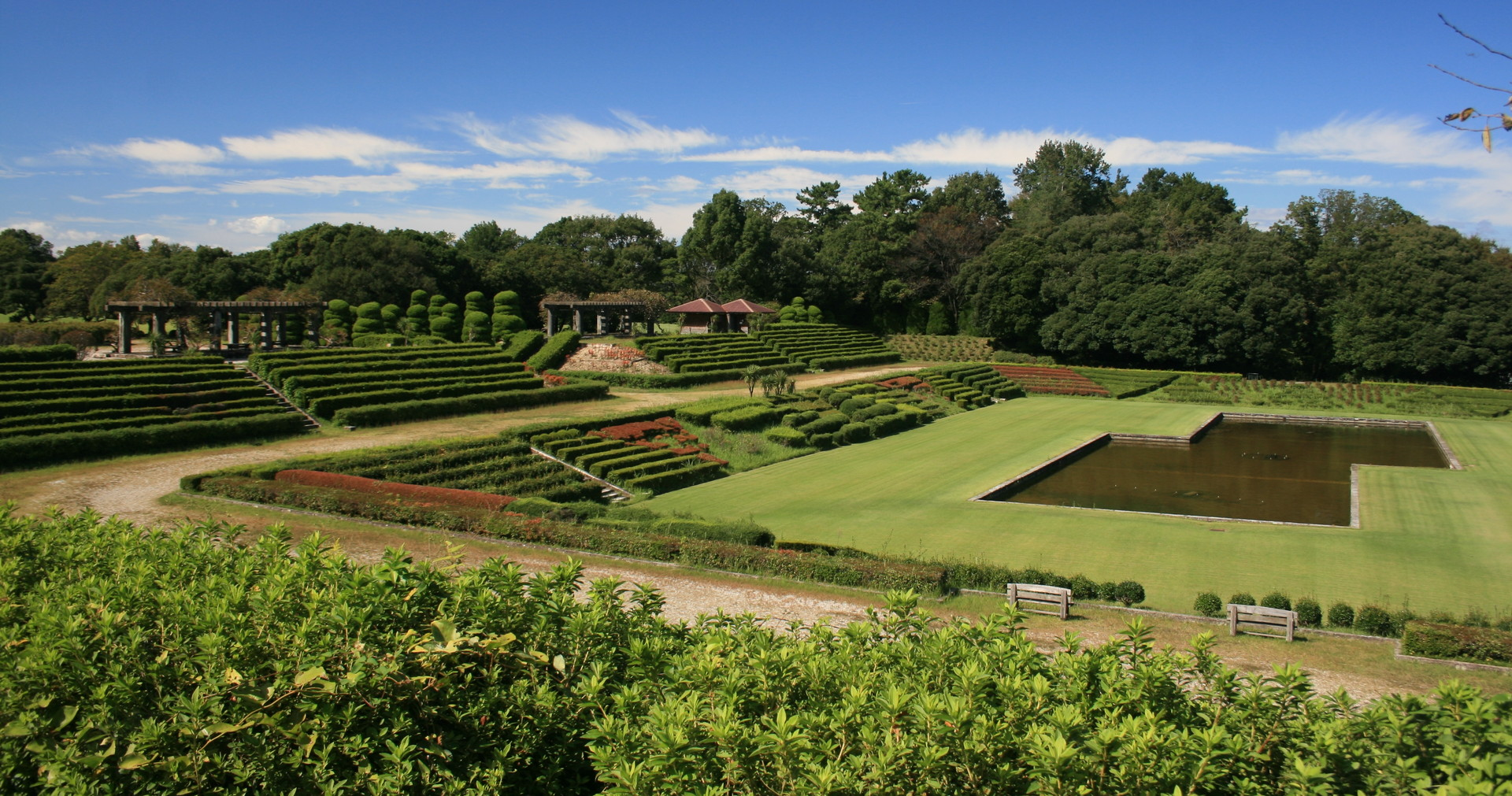
Macizos de flores y fuentes del "Parque forestal de la prefectura de Aichi".
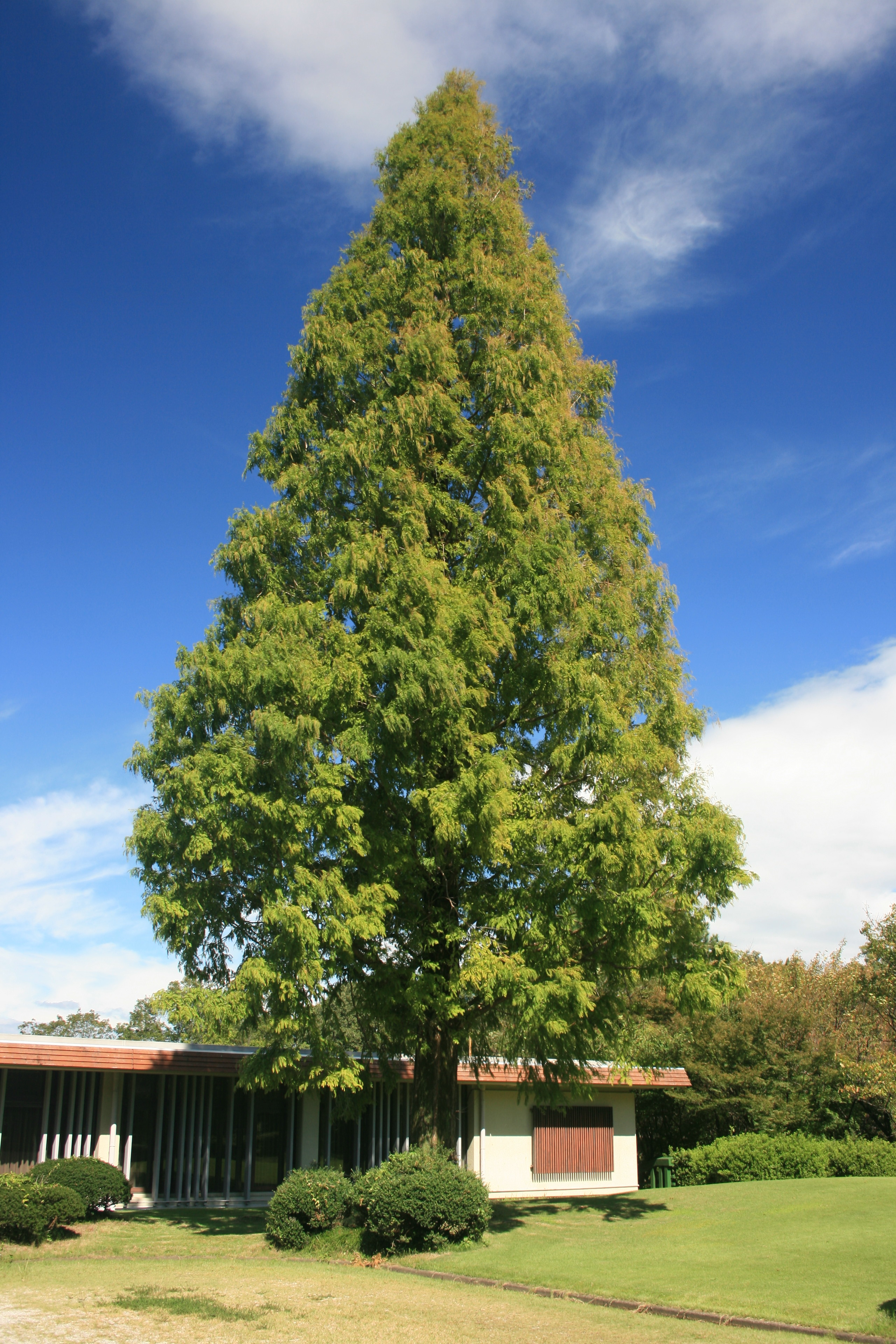
Un ejemplar de Metasequoia glyptostroboides.
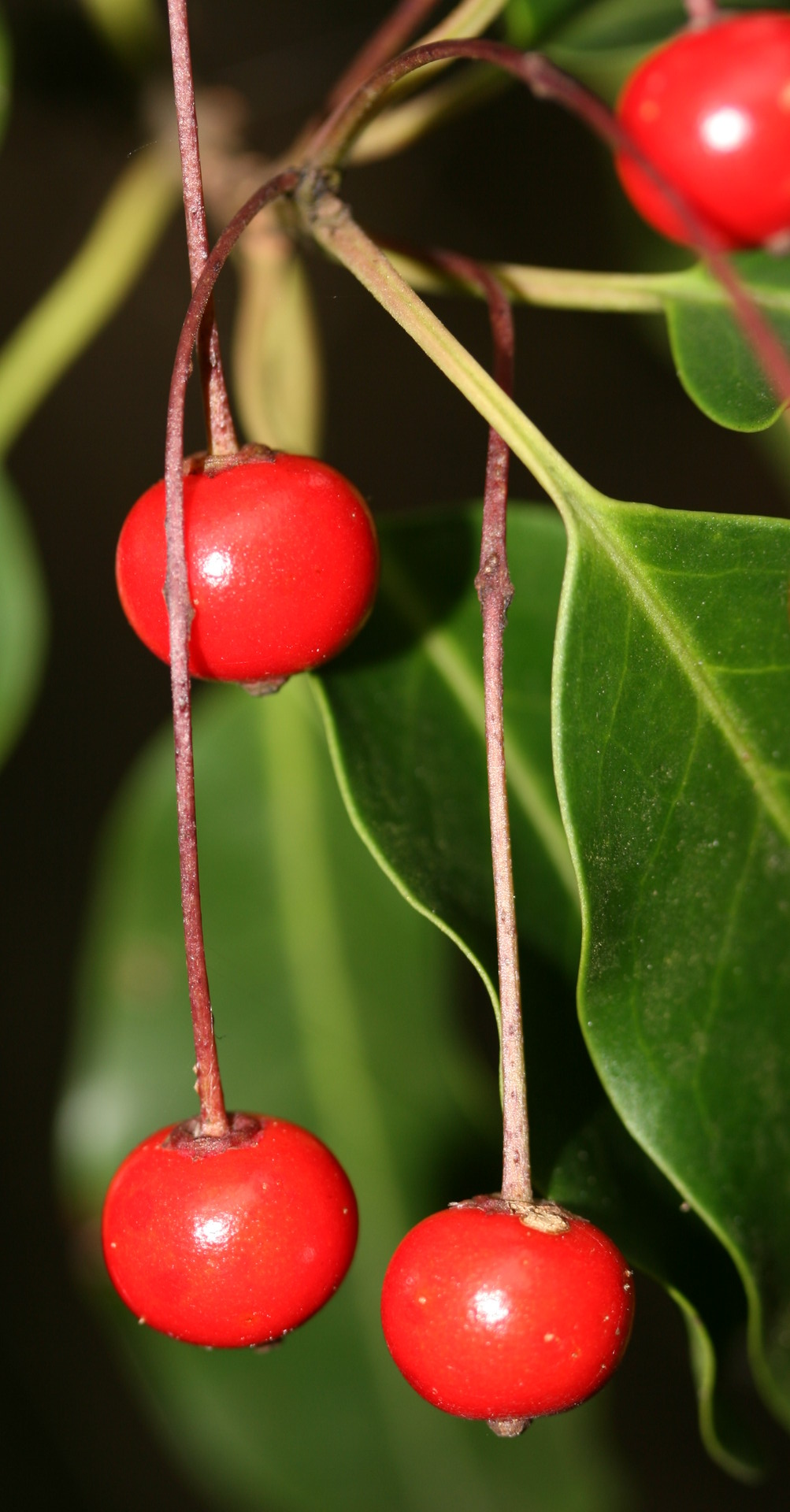
Frutos de Ilex pedunculosa.
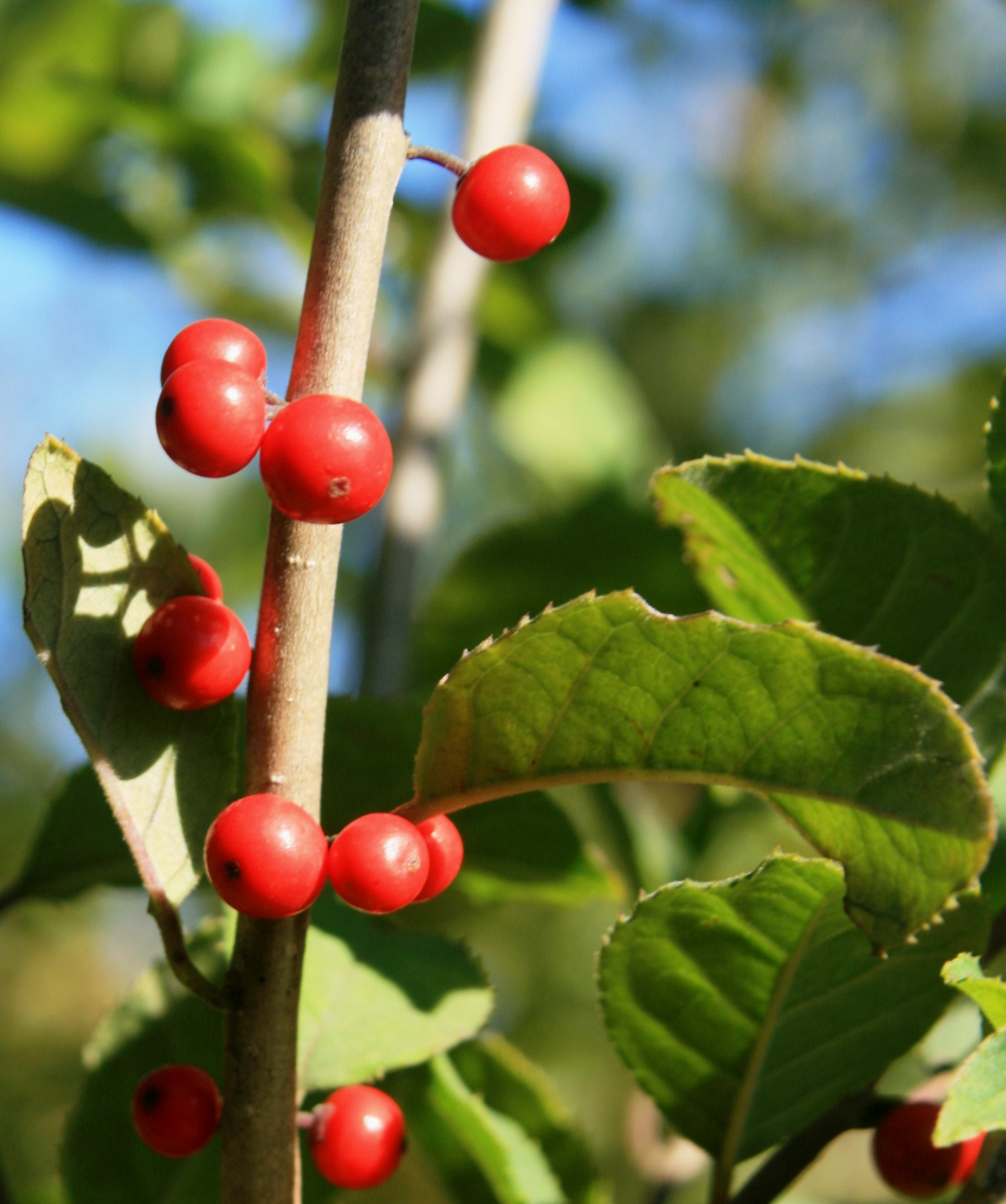
Frutos de Ilex serrata.